# Psammodius bulgaricus
Psammodius bulgaricus är en skalbaggsart som beskrevs av Mencl 1982. Psammodius bulgaricus ingår i släktet Psammodius och familjen Aphodiidae. Inga underarter finns listade i Catalogue of Life.